# كوم دفشو
قرية كوم دفشو هي إحدى القرى التابعة لمركز كفر الدوار في محافظة البحيرة في جمهورية مصر العربية. حسب إحصاءات سنة 2006، بلغ إجمالي السكان في كوم دفشو 11584 نسمة، منهم 5641 رجل و5943 امرأة.